# Перхушково (Московская область)
Перху́шково — село в Одинцовском городском округе Московской области России. Расположено в 32 км к западу от центра Москвы и в 9 км к западу от центра Одинцова. Село вытянуто вдоль Можайского шоссе. К юго-востоку от Перхушкова находится деревня Трубачеевка; с остальных сторон село окружено лугами, а также дачными и садоводческими объединениями. По территории села протекает река Медвенка.
Название села происходит от фамилии воеводы Григория Перхушкова, получившего здесь земли в сер. XV века. Фамилия, в свою очередь, образована от Перхушка, уменьшительной формы от Перхур, разговорной формы мужского имени Порфирий.

## История
Село Перхушково впервые упоминается в конце XVI века как вотчина С. Ф. Нагого (дяди царицы). В 1610 г. четверть села он передал Лужецкому монастырю. В документах XVII века село также называлось Покровским по церкви Покрова Богородицы. После смерти Василия Нагого, выкупившего дворы у можайских монахов, село унаследовала его дочь Анна, в замужестве княгиня Черкасская. В 1699 г. Перхушково было завещано её внуку, печально известному Бековичу-Черкасскому. В 1765 г. Черкасские продали село генерал-майору М. А. Яковлеву.
При Яковлевых Покровская церковь перестраивается в камне, строится двухэтажный господский дом. Местные жители рассказывали, что во время продвижения французов к Москве в этом доме ночевал Наполеон. В то время селом владел дядя писателя Герцена Александр Алексеевич Яковлев. В «Былом и думах» Герцен пишет, что после похищения невесты планировал обвенчаться с ней в Перхушкове. Господский дом в то время уже был заброшен и приходил в упадок (перешёл по наследству к двоюродному брату Герцена  Алексею Александровичу Яковлеву):

Запущенный барский дом стоял на большой дороге, окруженный плоскими безотрадными полями; но мне эта пыльная дорога очень нравилась после городской тесноты. В доме покоробленные полы и ступени лестницы качались; шаги и звуки раздавались резко; стены вторили им, будто с удивлением. Старинная мебель из кунсткамеры прежнего владельца доживала свой век в этой ссылке.
После смерти Алексея Александровича Яковлева, последнего представителя рода, усадьба перешла к его бывшему крепостному Жилкину, ставшему звенигородским купцом.
Затем владельцем села стал отставной майор, заседатель Московского уездного суда Александр Александрович Гессель (1778—1849).
В конце ноября 1941 года в Перхушково располагался штаб Западного фронта.
В 2005—2019 гг. Перхушково входило в состав сельского поселения Жаворонковское.

## Население
| 2002 | 2006 | 2010 |
| ---- | ---- | ---- |
| 479  | →479 | ↘465 |

## Транспорт
Перхушково вытянуто вдоль трассы Можайского шоссе. К югу от села проходит Белорусская железная дорога, имеется пассажирская платформа Здравница. Следует обратить внимание на то, что платформа Перхушково находится в селе Юдино, в 1,5 км от восточной границы села Перхушково.
Автобусные маршруты связывают Перхушково с городами Одинцово, Краснознаменск, Голицыно и Звенигород.

## Архитектура и достопримечательности
Основная застройка Перхушкова представлена частными домами. В восточной части села имеются несколько многоквартирных домов высотой до восьми этажей.
Главная достопримечательность села — усадьба «Перхушково», на территории сохранились господский дом и храм.
Первый этаж господского дома кирпичный, был построен в стиле классицизма в 1760-х годах. Второй этаж деревянный, появился в первой половине XIX века. Фасад украшен шестиколонным портиком с балконом на уровне второго этажа. В настоящее время находится в неудовлетворительном состоянии.
Храм Покрова Богородицы был построен в стиле барокко в 1763 году на средства М. А. Яковлева. В XIX веке дважды перестраивался.
Усадьба принадлежала Яковлевым и многократно посещалась их родственником А. И. Герценом.
На территории села также находятся 2 памятника на братских могилах воинов Советской Армии.

## Религия
Вышеупомянутый храм Покрова Богородицы является действующим и служит точкой притяжения прихожан из близлежащих окрестностей.
Помимо него, на территории села в 2004 году был построен домовый храм Космы и Дамиана Римских при больнице.

## Здравоохранение
Земская больница появилась в Перхушкове на рубеже XIX и XX веков. В её составе был роддом, который просуществовал до 1982 года. В советское время отличительной чертой Перхушковской участковой больницы являлось её гнойное отделение. Долгое время оно было единственным на весь Одинцовский район. И даже в 90-х годах, когда внешний и внутренний вид больницы оставлял желать лучшего, сюда привозили больных не только из Одинцова, но и из Москвы.
В XXI веке для больницы началась реконструкция. Был построен новый корпус, получивший название «Центр здоровья». При этом были разобраны старые деревянные бараки, которые просуществовали более 70 лет. В «Центре» установили новое оборудование и создали комфортные условия для больных и врачей, в том числе при лечении в стационаре. Сейчас Перхушковская больница носит название «Районная больница № 2». При ней действует поликлиника.

## Образование
Перхушковская школа, как и больница, появилась в конце XIX века. Сначала она была только начальной, но в 30-х годах XX века в ней учились уже восемь лет. При школе была открыта библиотека, имеющая отдельное от школы здание. В 2009 году обсуждался вопрос о переводе библиотеки в Жаворонки. Саму школу несколько раз пытались закрыть в связи с малочисленностью населения: в конце 80-х годов прошлого века были классы даже по 4 человека, а в среднем — по 10 школьников.

## Известные жители
- Обозреватель газеты «МК» Александр Минкин[18].
- Гельфанд, Израиль Моисеевич[19]